# تحلیل هزینه-فایده
تحلیل هزینه-فایده یا تحلیل فایده-هزینه روشی نظام‌مند برای تخمین زدن نقاط قوت و ضعف آلترناتیوهایی است که معاملات، فعالیت‌ها یا ملزومات کارکردی یک کسب و کار را برآورده می‌کنند. این روش تکنیکی است که برای تعیین گزینه‌هایی به کار می‌رود که از لحاظ صرفه جویی در کار، زمان و هزینه بهترین مزایا را ارائه‌دهند. این تحلیل، همچنین به عنوان فرایندی نظام مند برای محاسبه و مقایسهٔ مزایا و هزینه‌های یک پروژه، تصمیم یا سیاست دولتی تعریف شده‌است.
به‌طور کلی، تحلیل هزینه-فایده دو مقصود دارد:
1. تعیین این که سرمایه‌گذاری/ تصمیم بی عیب هست یا نه (توجیه/ امکان‌پذیری)،
2. برای تعیین مبنایی برای مقایسهٔ پروژه‌ها. این روش شامل مقایسهٔ هزینهٔ هر گزینه در برابر فایده‌های انتظاری کل است، تا دیده شود که آیا فایده‌ها بر هزینه‌ها می‌چربد، و به چه مقدار.

تحلیل هزینه-فایده مرتبط به تجزیه و تحلیل مقرون به صرفه است، که در آن منافع و هزینه‌ها صورت پولی بیان می‌شود و براساس ارزش زمانی پول تعدیل می‌شود. تمام جریان‌های منافع و هزینه‌ها بر حسب زمان به یک ارزش یکسان تعدیل می‌شوند و به یک مبنای مشترک بیان می‌شوند. سایر تکنیک‌های مرتبط شامل تجزیه و تحلیل هزینه - سودمندی، تجزیه و تحلیل ریسک - سود، تجزیه و تحلیل تأثیر اقتصادی، تحلیل تأثیر مالی و تحلیل اجتماعی بازگشت سرمایه (SROI) است.
تحلیل هزینه-فایده اغلب توسط سازمانها برای ارزیابی مطلوبیت یک سیاست، یک طرح اقتصادی یا طرح سرمایه‌گذاری استفاده می‌شود. این تحلیل صرفاً برای امور کلان و سازمانی نیست از این تحلیل در زندگی روزمره وحتی تصمیم‌های غیر اقتصادی نیز می‌توان استفاده کرد. در این تجزیه و تحلیل با استفاده از شرح هر گزینه و وضعیت موجود، مزایا و هزینه‌های مورد انتظار مقایسه می‌شوند. تحلیل هزینه-فایده با بررسی نسبت مزایا به هزینه‌ها هر طرح، آن طرح را با دیگر طرح‌ها مقایسه می‌کند و این امکان را می‌دهد تا طرح‌ها را بر اساس نسبت هزینه و فایده رتبه‌بندی کنیم. به‌طور کلی، تحلیل هزینه-فایده، گزینه‌هایی را که باعث افزایش رفاه از دیدگاه سودگرایی می‌شوند را شناسایی می‌کند. با فرض این تحلیل، تغییر وضعیت موجود با اجرای گزینه ای با کمترین نسبت هزینه و سود می‌تواند کارایی پارتو را بهبود بخشد. اگرچه این تحلیل می‌تواند برآورد آگاهانه از بهترین گزینه را ارائه دهد، اما ارزیابی کامل کلیه هزینه‌ها و مزایای موجود و آینده دشوار است. کمال، در بهره‌وری اقتصادی و رفاه اجتماعی، تضمین نشده‌است.

## تاریخچه

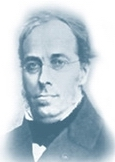
ژول دپویت، مهندس و اقتصاددان فرانسوی، با ایجاد تجزیه و تحلیل هزینه و فایده اعتبار دارد.

مفهوم تحلیل هزینه-فایده به مقاله ای از ژول دپویت در سال ۱۸۴۸ برمی گردد و در کارهای بعدی آلفرد مارشال رسمیت یافت. ژول دپویت با محاسبه «سودآوری اجتماعی پروژه ای مانند احداث جاده یا پل» پیشگام این روش بود. وی تشخیص داد که بهترین روش برای اندازه‌گیری سودمندی، بررسی میزن هزینه‌ای است که افراد برای استفاده از طرح مایل به پرداخت هستند، است. با گرفتن مجموع تمایل هر کاربر برای پرداخت، دپویت نشان داد که می‌توان منافع اجتماعی آن چیز (پل یا جاده یا کانال) را اندازه گرفت. برخی از کاربران ممکن است تقریباً حاضر به پرداخت هیچ چیز نباشند، برخی دیگر بسیار بیشتر، اما مجموع اینها سود این کار را روشن می‌کند. باید تکرار شود که دپویت پیشنهاد نکرده‌است که دولت کاملاً از نظر قیمت تبعیض قائل شود و از هر کاربر دقیقاً همان چیزی را که مایل به پرداخت است را دریافت کند، بلکه تمایل آنها به پرداخت مبانی نظری برای ارزش گذاری منفعت اجتماعی یک طرح خواهد بود. محاسبه هزینه پروژه ساده‌تر از محاسبه منفعت آن است. برای این کار کافی است هزینهٔ عوامل تولید برای ساخت و بهره‌برداری طرح را به همراه هزینه نگهداری از طرح پس از بهره‌برداری را، محاسبه کرد. اکنون با داشتن میزان هزینه و منفعت طرح می‌توان تحلیل هزینه-فایده پروژه را به‌طور دقیق انجام داد و تصمیم آگاهانه گرفت.

## سیاست عمومی
استفاده از تحلیل هزینه-فایده برای سیاست‌های عمومی، با کار اوتو ایزنشتاین که بنیاد اقتصاد رفاه را و کاربرد تحلیل هزینه-فایده در توسعه منابع آب در ۱۹۵۸ ایجاد گشت، گسترش پیداکرد. این طرح (توسعه منابع آب) در ایالات متحده برای کیفیت آب، سفر تفریحی، و حفاظت از زمین در طول دهه ۱۹۶۰ استفاده شد و مفهوم ارزش گزینه برای نشان دادن ارزش غیر ملموس منابع مانند پارک‌های ملی ساخته شد. .
گسترش تحلیل هزینه-فایده موجب شد تا مزایای سیاست‌های عمومی در رابطه با بیماریهای روانی، سو مصرف مواد، تحصیلات دانشگاهی، و مواد زائد شیمیایی را نمایان سازد. در ایالات متحده، قانون سیاست محیط زیست ملی ۱۹۶۹، تحلیل هزینه-فایده را برای برنامه‌های نظارتی الزامی می‌کرد. از آن زمان، سایر دولت‌ها قوانین مشابهی وضع کرده‌اند. کتاب‌های راهنمای دولت برای استفاده از تحلیل هزینه-فایده در سیاست‌های عمومی شامل راهنمای کانادایی برای تجزیه و تحلیل مقررات، راهنمای استرالیا برای تنظیم و امور مالی، و راهنماهای ایالات متحده برای مراقبت‌های بهداشتی و برنامه‌های مدیریت اضطراری است.

## سرمایه‌گذاری حمل و نقل
استفاده از تحلیل هزینه-فایده برای سرمایه‌گذاری حمل و نقل در انگلیس در پروژه بزرگراه M1 آغاز شد و بعداً برای بسیاری از پروژه‌ها از جمله خط متروی ویکتوریا در لندن مورد استفاده قرار گرفت. رویکرد جدید ارزیابی (NATA) بعداً توسط وزارت حمل و نقل، محیط زیست و مناطق ارائه شد. در این رویکرد تحلیل هزینه-فایده و ارزیابی دقیق اثرات زیست‌محیطی را ارائه می‌شود. در رویکرد جدید ارزیابی (NATA) برای اولین بار در برنامه راه‌های ملی در سال ۱۹۹۸ در بازبینی راه‌ها اعمال شد و پس از آن در تمام حالت‌های حمل و نقل پخش شد. که توسط وزارت حمل و نقل حفظ و توسعه یافت، سنگ بنای ارزیابی حمل و نقل انگلستان در سال ۲۰۱۱ بود.
اتحادیه اروپا در حال توسعه رویکردهای هماهنگ اروپایی برای هزینه حمل و نقل و ارزیابی پروژه (HEATCO)، بخشی از برنامه ششم چارچوب اتحادیه اروپا، رهنمودهای ارزیابی حمل و نقل کشورهای عضو اتحادیه اروپا را بررسی کرد و تفاوت‌های ملی قابل توجهی یافت. هدف HEATCO تهیه رهنمودهایی برای هماهنگی عمل ارزیابی حمل و نقل در سراسر اتحادیه اروپا بود.
حمل و نقل کانادا با انتشار کتاب راهنمای خود، تحلیل هزینه-فایده را برای سرمایه‌گذاری‌های عمده حمل و نقل ارتقا داد. دپارتمان حمل و نقل ایالتی و فدرال ایالات متحده معمولاً تحلیل هزینه فایده را با انواع ابزارهای نرم‌افزاری، از جمله HERS , BCA Net , StatBenCost , Cal-BC و TREDIS اعمال می‌کنند.

## توجه
گاهی استفاده از تحلیل هزینه-فایده سودمند نیست و مخاطراتی ایجاد‌می‌کند.
به عنوان مثال:
در اقتصاد سلامت، تحلیل هزینه-فایده ممکن است معیار ناکافی باشد زیرا روشهای تمایل به پرداخت برای تعیین ارزش زندگی انسان می‌توانند تحت تأثیر سطح درآمد قرار بگیرند. انواع مختلفی مانند تحلیل هزینه -مطلوبیت، شاخص سال‌های زندگی با کیفیت و معیار ناتوانی دالی برای تجزیه و تحلیل اثرات سیاست‌های بهداشتی، ممکن است مناسب‌تر باشند.
گفته شده‌است که تحلیل مدرن هزینه و فایده مسائلی از قبیل حذف سرب از بنزین را اجبار می‌کند، از احداث دو سد پیشنهادی در بالا و پایین گراند کانیون بر روی رودخانه کلرادو جلوگیری می‌کند. (اگرچه بسیار موفق ارزیابی می‌شوند). قانون هوای پاک ایالات متحده در مطالعات گذشته نگر به عنوان موردی که مزایای آن بیش از هزینه‌ها است، ذکر شده‌است، اما اطلاع از مزایای آن (که عمدتاً مربوط به مزایای کاهش آلودگی ذرات است) تا سالها بعد در دسترس نبود.

## مراحل تحلیل
تحلیل هزینه-فایده دارای مراحل زیر است:
1. هدف نهایی و اقدامات مربوط به آن را مشخص کنید.
2. اقدامات جایگزین را لیست کنید.
3. ذی‌نفعان را لیست کنید.
4. روش اندازه‌گیری(ها) را انتخاب کنید و تمام عناصر هزینه و فایده را اندازه بگیرید.
5. نتیجه هزینه‌ها و منافع را در دوره زمانی مربوط پیش‌بینی کنید.
6. تمام هزینه‌ها و مزایا را به یک ارز مشترک تبدیل کنید.
7. نرخ تنزیل اعمال کنید.
8. ارزش خالص فعلی اقدامات در نظر گرفته شده را محاسبه کنید.
9. تجزیه و تحلیل حساسیت را انجام دهید.
10. روش پیشنهادی را اتخاذ کنید.

## ارزیابی
تحلیل هزینه-فایده سعی دارد پیامدهای مثبت و منفی یک پروژه را اندازه‌گیری کند. از رویکردی مشابه تحلیل هزینه-فایده در تحلیل‌های زیست‌محیطی برای کل ارزش اقتصادی استفاده می‌شود. هم هزینه‌ها و هم مزایا می‌توانند متنوع باشند. در استفاده از این تحلیل بهتر است هزینه‌ها به دلیل داده‌های به نسبت فراوانی که در بازار دارند، به‌طور کامل در تجزیه و تحلیل هزینه-فایده نشان داده شوند. منافع خالص یک پروژه ممکن است به صورت سود خالص دیده نشوند و شامل صرفه جویی در هزینه باشند. نکته کلیدی در ارزیابی مزایا، لیست کردن همه طرفهای تحت تأثیر یک مداخله و افزودن ارزش مثبت یا منفی (معمولاً پولی) است که آنها به تأثیر آن بر رفاه خود نسبت می‌دهند.
بهترین حالت جبران خسارت ناشی از اعمال یک سیاست، جلوگیری از کاهش رفاه افراد است. راه دیگر جبران خسارت استفاده از نتایج نظرسنجی‌ها (ترجیحات اعلام شده) یا رفتار بازار (ترجیحات مشخص شده)است. نظرسنجی‌ها (ترجیحات بیان شده) راهی مستقیم برای ارزیابی تمایل به پرداخت هزینه یک طرح زیست‌محیطی است. ترجیح آشکار یک رویکرد غیر مستقیم برای تمایل فرد به پرداخت است. استفاده از نظرسنجی‌ها و بررسی بازار دارای مخاطراتی نیز می‌باشد. به عنوان مثال: پاسخ دهندگان به نظرسنجی ممکن است ترجیحات واقعی خود را اشتباه گزارش دهند یا رفتار بازار اطلاعاتی دربارهٔ تأثیرات مهم رفاهی غیر بازاری فراهم نکند.
ارزش زندگی انسان هنگام ارزیابی اقدامات ایمنی راه یا داروهای نجات دهنده زندگی بحث‌برانگیز است. گاهی اوقات می‌توان با استفاده از تحلیل هزینه-سودمندی، که در آن منافع در واحدهای غیر پولی مانند سالهای زندگی با کیفیت تنظیم شده بیان می‌شود، استفاده کرد و از بحث و جدال جلوگیری کرد. با این حال، معیارهای غیر پولی برای ارزیابی سیاست‌ها کاربرد محدودی دارند. مزایای دیگری نیز ممکن است از یک سیاست به دست آید و معیارهایی مانند هزینه زندگی پس‌انداز شده ممکن است منجر به یک رتبه‌بندی کاملاً متفاوت از گزینه‌های تحلیل هزینه-فایده شود.
یکی دیگر از معیارها، ارزیابی محیط زیست است که در قرن ۲۱ معمولاً با ارزیابی خدمات اکوسیستم به انسان (مانند کیفیت هوا و آب و آلودگی) ارزیابی‌می‌شود.

## مسائل توزیع
تحلیل هزینه-فایده در برخی از رشته‌ها مورد انتقاد قرار گرفته‌است زیرا به معیار کالدور-هیکس متکی است که مسائل توزیعی را در نظر نمی‌گیرد. این بدان معناست که سود خالص مثبت تعیین‌کننده است، فارغ از اینکه چه کسانی منافع و چه کسانی هنگام اجرای سیاست یا پروژه خاصی ضرر می‌کنند.